# 乱丸
乱丸（らんまる）は、日本の漫画家。男性。代表作は『わんぱっくコミック』（徳間書店）に連載されていたゲームのコミカライズ漫画「ゼルダの伝説」「リンクの冒険」など。
横山光輝、和田慎二のアシスタントを長年務めていた。作中に横山作品『伊賀の影丸』の「木の葉がくれの術」を使用したこともある。

## 作品リスト
- ゼルダの伝説（わんぱっくコミック、徳間書店、全1巻）
- リンクの冒険（わんぱっくコミック、徳間書店、全2巻(1988年2月号～8月号(最終話)分は未収録)）
- 土井中中学UFO倶楽部（わんぱっくコミック1988年12月号～1989年1月号、単行本未収録）
- まんが中学世界史202―高校入試をラクラク突破!（学研、1991年刊）

ほか、『わんぱっくコミック』の「必勝テクニック完ペキ版」等のゲームアンソロジーにてゲームのコミカライズ漫画をいくつか執筆。

## 師匠
- 横山光輝
- 和田慎二